# L'última nit de Borís Gruixenko
L'última nit de Borís Gruixenko (Love and Death) és una pel·lícula estatunidenca dirigida per Woody Allen el 1975. Es tracta d'una adaptació molt lliure de Guerra i pau. Aquesta pel·lícula ha estat doblada al català.

## Argument
Borís Gruixenko (Allen) és un ciutadà rus covard i mesquí. Té una opinió pèssima de la seva família, se sent totalment incomprès pels seus germans i només troba refugi filosòfic en les seves trobades amb la seva cosina Sonja (Keaton), de la qual està secretament enamorat.
Quan és cridat a l'exèrcit per la Rússia dels tsars, la seva mandra i covardia fan que se salvi dels atacs de l'armada francesa, comandada per Napoleó Bonaparte.
Encara que el seu pacifisme sembla condemnar-lo a morir, una agitada casualitat fa que capturi uns oficials francesos després de ser disparat des d'un canó. Convertit en heroi de guerra, Borís es fa amb l'alta societat de Sant Petersburg, però encara somia de casar-se amb Sonja -el matrimoni de la qual és un fiasco.

## Repartiment
- Woody Allen: Boris Grushenko
- Diane Keaton: Sonja
- James Tolkan: Napoleó
- Harold Gould: Anton lvanovich Lebedokov
- Olga Georges-Picot: Comtessa Alexandrovna
- Zvee Scooler: Pare
- Jessica Harper: Natasha
- Féodor Atkine: Mikhail Grushenko
- Yves Barsacq: Rimsky
- Brian Coburn: Dimitri
- Tony Jay: Vladimir Maximovitch
- Howard Vernon: General Leveque
- Aubrey Morris: Soldat 4
- Alfred Lutter: Boris, de jove
- Georges Adet: Nehamkin, de gran
- Sol Frieder: Voskovec
- Lloyd Battista: Don Francisco
- Frank Adu: Drill Sergent